# Ponětovice
Ponětovice (en allemand : Puntowitz) est une commune du district de Brno-Campagne, dans la région de Moravie-du-Sud, en République tchèque. Sa population s'élevait à 443 habitants en 2020.

## Géographie
Ponětovice se trouve à 3 km au sud-est du centre de Šlapanice à 11 km à l'est-sud-est de Brno et à 196 km au sud-est de Prague.
La commune est limitée par Šlapanice à l'ouest et au nord-ouest, par Jiříkovice au nord-est et à l'est, et par Prace et Kobylnice au sud.

## Histoire
La première mention écrite de la localité date de 1306.